# Dinehichnus
Dinehichnus es un icnogénero encontrado en la Formación Morrison que se atribuye a dinosaurios del clado Iguanodontia. Las huellas están presentes en los afloramientos de Boundary Butte al límite en el extremo sur de Utah. Los rastros de Dinehichnus con frecuencia son encontrados en grupos, viajand paralelamente entre sí. De esto puede ser deducido ya que el Dinehichnus era un animal social.
Los rastros del Dinehichnus muestran tres dedos separados ampliamente en los pies de ese punto hacia el interior, así como marcas del talón.